# Zadnia Barania Turnia
Zadnia Barania Turnia (słow. Zadná Barania veža) – turnia znajdująca się w Baraniej Grani w słowackiej części Tatr Wysokich. Jest najwyższą z trzech Baranich Turni. Od Pośredniej Baraniej Turni oddzielona jest Pośrednią Baranią Szczerbiną, natomiast od Niżniego Baraniego Zwornika w grani głównej Tatr odgranicza ją Wyżnia Barania Szczerbina. Wierzchołek Zadniej Baraniej Turni nie jest dostępny żadnymi znakowanymi szlakami turystycznymi. Także droga prowadząca Baranią Granią omija wierzchołek, jest jednak oddalona od niego o bardzo małą odległość.
Szczyt Zadniej Baraniej Turni jest utworzony z kilku zębów skalnych.